# ماکسیمیلیان اشتادلر
ماکسیمیلیان اشتادلِر (به آلمانی: Maximilian Stadler) (۴ اوت ۱۷۴۸ – ۸ نوامبر ۱۸۳۳) آهنگساز، موسیقی‌شناس، و نوازندهٔ پیانو اهل اتریش بود.
اشتادلر از سال ۱۷۹۱ در لینتس زندگی می‌کرد. سپس، در ۱۷۹۶ به وین نقل مکان کرد و در خزانه‌داریِ موسیقی سلطنتی مشغول به کار شد.
پیشتر، ولفگانگ آمادئوس موتسارت، آهنگساز بزرگ، به‌عنوان مستأجر در خانهٔ او در وین زندگی کرده بود.
در طول دو سالِ ۱۸۲۳ و ۱۸۲۴، پنجاه آهنگساز بر اساس والسِ آنتون دیابِلی واریاسیون ساختند؛ یکی از این پنجاه نفر، ماکسیمیلیان اشتادلر بود.